# Ејлмер (Онтарио)
Ејлмер (енгл. Aylmer) је градић у Канади у покрајини Онтарио. Према резултатима пописа 2011. у граду је живело 7.151 становника.

## Становништво
Према резултатима пописа становништва из 2011. у граду је живело 7.151 становника, што је за 1,2% више у односу на попис из 2006. када је регистровано 7.069 житеља.
| 2006. | 2011. |
| ----- | ----- |
| 7.069 | 7.151 |